# غنخك كورا (كاكي)
غنخك كورا (بالفارسية: گنخک کورا) هي قرية تقع في إيران في قسم كاكي الريفي. يقدر عدد سكانها بـ 292 نسمة بحسب إحصاء 2016.